# Carlo Schöb
Carlo Schöb (* 14. März 1953 in St. Gallen) ist ein Schweizer Jazz-Saxophonist.
Schöb studierte von 1978 bis 1980 und 1983 am Berklee College of Music in Boston (USA) bei Andy McGhee und Joe Viola Komposition und Arrangement bei Phil Wilson und Michael Gibbs. Er setzte seine Ausbildung bei Jerry Bergonzi und Joseph Allard am New England Conservatory fort. Anschliessend studierte er orchestrale Komposition bei David Angel am Konservatorium Schaffhausen (2001 Abschluss mit Diplom).
Daneben spielte er als Solist der Pepe Lienhard Band, als Sideman von Caterina Valente, Michel Fugain, Sinéad O’Connor, der DRS Big Band und Vince Benedettis Heritage Big Band und trat in diversen Musicals auf.
Außerdem war er an Studioproduktionen von Jiggs Whigham, Benny Bailey, Tony Levin, Darryl Jones, Gerry Brown, Juan Munguia, Sammy Figueroa, Two Tunes, Curt Cress und anderen als Solist beteiligt.
Seit 1988 gibt er regelmässig Konzerte mit dem Benny Bailey Quintet. Er ist Mitglied des New Jazz Trio und leitet mit Francis Coletta eine eigene Electric Jazz Band La Bohème mit wechselnden Besetzungen, u. a. mit Randy Brecker, Lincoln Goines und Ray Anderson.
Er unterrichtet an der Jazzschule St. Gallen Saxophon und Arrangement.

## Diskographie
- Benny Bailey Quintet live: Peruvian Nights, 1989
- La Bohème: La Bohème, 1990
- Benny Bailey Quintet: No Refill, 1992
- La Bohème in New York: Outbound South, 1993
- Manfred Junker: Dig It!, mit Heiner Merk, Patrick Manzecchi, 1997
- New Jazz Trio: Live at Moods, 1997
- New Jazz Trio: So....!, mit Glenn Ferris, Matthieu Michel, 1998
- Carlo Schöb/Peter Eigenmann Quartet: Sweet Relief, 2004
- Picason: Que Felicidad, 2006
- Picason: "Echando Candela", 2013

| Personendaten    | Personendaten         |
| ---------------- | --------------------- |
| NAME             | Schöb, Carlo          |
| KURZBESCHREIBUNG | Schweizer Jazzmusiker |
| GEBURTSDATUM     | 14. März 1953         |
| GEBURTSORT       | St. Gallen            |